# Veiko-Vello Palm

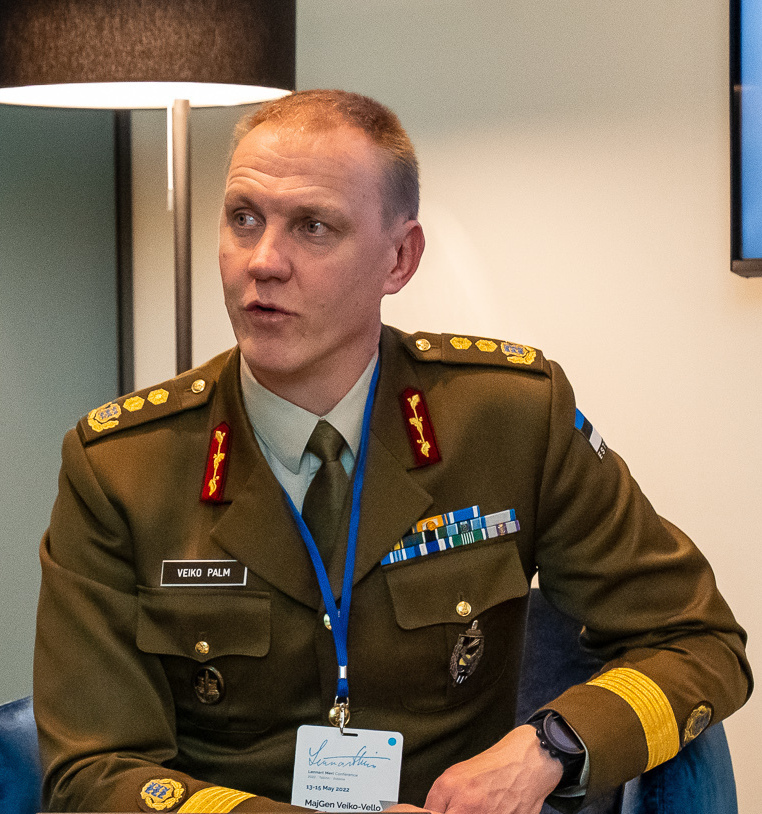
Veiko-Vello Palm (2022)

Veiko-Vello Palm (* 29. Mai 1971) ist ein estnischer Offizier a. D. (zuletzt im Rang eines Generalmajors). Von Januar 2023 bis März 2024 war er Befehlshaber der Division des Estnischen Heeres. Zuvor war er u. a. stellvertretender Befehlshaber und Stabschef der Streitkräfte sowie Kommandant der 1. Infanteriebrigade.

## Leben
Veiko-Vello Palm wurde 1971 in der damaligen Estnischen SSR geboren. Seine Schulausbildung beendete er 1989 in Tallinn.

### Militärische Laufbahn
Beförderungen
- Fähnrich (1996)
- Leutnant (2001)
- Oberleutnant (2002)
- Hauptmann (2005)
- Major (2007)
- Oberstleutnant (2011)
- Oberst (2017)
- Brigadegeneral (2019)
- Generalmajor (2021)

Veiko-Vello Palm begann seine Militärlaufbahn bei den estnischen Streitkräfte im Jahr 1992 als Wehrdienstleistender im Kalev-Infanteriebataillon. Von 1992 bis 1994 besuchte er die neu gegründete estnische Akademie für öffentliche Sicherheit. Dieser Ausbildung folgten 1997 bis 2001 (BA), 2003, 2003 bis 2005 (MA) und 2018 mehrere Aufbaustudiengänge an der finnischen Militärakademie und an der Baltischen Verteidigungsakademie (2018).
Zu Beginn seiner Laufbahn diente Veiko-Vello Palm bei verschiedenen Infanterieverbänden der estnischen Streitkräfte. Von 2007 bis 2008 absolvierte er einen ersten Auslandseinsatz bei der ISAF in Afghanistan. In den Jahren 2008/09 war Palm im Hauptquartier der estnischen Streitkräfte tätig. Im Anschluss war er von 2009 bis 2012 beim Multinationalen Korps Nord-Ost eingesetzt und absolvierte 2009 einen weiteren Einsatz in Afghanistan. In den Jahren 2012 bis 2015 war er im estnischen Verteidigungsministerium tätig. Von 2015 bis 2018 diente er als Kommandant der 1. Infanteriebrigade in Tapa. Während dieser Verwendung wurde er im Februar 2017 zum Oberst befördert.
Im Anschluss wechselte Palm wieder ins Hauptquartier der estnischen Streitkräfte und übernahm zum 5. Dezember 2018 das Amt des Stabschefs von Martin Herem. Einige Monate später wurde er im Februar, im Rahmen der alljährlichen Beförderungen zum Jahrestag der Gründung der estnischen Republik, zum Brigadegeneral ernannt. Am 14. Juni 2021 wurde Veiko-Vello Palm zum stellvertretenden Befehlshaber der estnischen Streitkräfte ernannt und zum Generalmajor befördert. Im Januar 2023 wurde Veiko-Vello Palm damit betraut, den Aufbau der neu etablierten Divisionsstruktur der estnischen Streitkräfte als deren Kommandant zu übernehmen.

### Privates
Veiko-Vello Palm ist verheiratet und Vater von zwei Kindern. Neben seiner Muttersprache beherrscht er auch Russisch, Englisch und Finnisch.